# ویرجین هایپرلوپ
ویرجین هایپرلوپ (انگلیسی: Virgin Hyperloop) شرکت ترابری آمریکایی بود، که در سال 1392 توسط شروین پیشه‌ور تأسیس شد و در سال 1402 به صورت رسمی اعلام کرد که تعطیل شده است.